# Джон Гарнер
Джон Ненс Гарнер (англ. John Nance Garner; 22 листопада 1868 — 7 листопада 1967) — американський політик, член Демократичної партії, віцепрезидент США з 1933 по 1941 рік.

## Біографія
Гарнер народився 22 листопада 1868 року у окрузі Ред Рівер, штат Техас. Закінчив університет Вандербільта. Навчався праву та починаючи з 1890 року працював адвокатом у місті Ювалде (штат Техас). З 1893 по 1896 рік займав посаду судді округу. 1898 року був обраний до Палати представників штату Техас. У період з 1903 по 1933 рік був членом Палати представників Конгресу США, а 1931 року зайняв посаду спікера.
1932 року Гарнер висунув свою кандидатуру на посаду президента США від Демократичної партії, але невдовзі був змушений підтримати іншого кандидата від демократів губернатора штату Нью-Йорк Франкліна Рузвельта та балотуватися на посаду віце-президента, яку він обійняв у 1933 році.
Після обрання Рузвельта на посаду президента вдруге у 1937 році між президентом та віце-президентом з'явились суттєві розбіжності. Зокрема, Гарнер підтримував втручання у Флінтський сидячий страйк, висловлювався за збалансований федеральний бюджет, а також висловлювався проти намірів Ф. Рузвельта розширити склад Верховного Суду США.
Джон Гарнер помер 7 листопада 1967 року у віці 98 років та 350 днів, всього за 15 днів перед своїм 99-річчям. З 1964 року вважається рекордсменом-довгожителем серед віце-президентів США.